# Episodi de Il nostro amico Charly (ottava stagione)
L'ottava stagione della serie televisiva Il nostro amico Charly è stata trasmessa in anteprima in Germania dalla ZDF tra il 20 settembre 2003 e il 20 dicembre 2003.
| nº | Titolo originale          | Titolo italiano             | Prima TV Germania | Prima TV Italia |
| -- | ------------------------- | --------------------------- | ----------------- | --------------- |
| 1  | Eine unschlagbare Familie | Una famiglia imbattibile    | 20 settembre 2003 |                 |
| 2  | Charly sieht alles        | Charly vede tutto           | 27 settembre 2003 |                 |
| 3  | Chaos für zwei            | Caos per due                | 4 ottobre 2003    |                 |
| 4  | In aller Freundschaft     | Pettegolezzi                | 18 ottobre 2003   |                 |
| 5  | Unter Verdacht            | Il truffatore               | 25 ottobre 2003   |                 |
| 6  | Schmetterlinge im Bauch   | Batticuore                  | 1º novembre 2003  |                 |
| 7  | 1:0 für Charly            | Il portachiavi              | 8 novembre 2003   |                 |
| 8  | Wechselspiele             | Giochi pericolosi           | 15 novembre 2003  |                 |
| 9  | Charly passt auf          | La tartaruga greca          | 22 novembre 2003  |                 |
| 10 | Angst um Othello          | Paura per Otello            | 29 novembre 2003  |                 |
| 11 | Charly hat Schwein        | Compagni d'avventura        | 6 dicembre 2003   |                 |
| 12 | Andalusische Träume       | Charly in Spagna - 1ª parte | 13 dicembre 2003  |                 |
| 13 | Charly in Spanien         | Charly in Spagna - 2ª parte | 20 dicembre 2003  |                 |